# 毒力岛
毒力岛（英語：Pathogenicity island，PAIs，也译为致病岛）一词出现于1990年，是指一些微生物通过基因水平轉移获得的一类基因组岛，通常出现在动物和植物的病原体微生物基因组里。此外，革蘭氏陽性菌和革兰氏阴性菌中均发现存在毒力岛。毒力岛可以通过质粒、噬菌体或 转座子接合来实现横向基因转移。因此，毒力岛能促进微生物的发展进化。
一种细菌可能有不止一个毒力岛。例如，沙门氏菌（Salmonella）具有至少五个毒力岛。
根瘤菌基因组中的类似结构称为共生岛（symbiosis island）。